# أندريه سناء
أندراوس صنا (20 ديسمبر 1920 - 8 مايو 2013) كان بطريرك للكنيسة الكلدانية الكاثوليكية في العراق.

## السيرة الذاتية
ولد أندريه سنا في قرية كرمليس التابعة لمحافظة نينوى شمال العراق. تلقى تعليمه اللاهوتي في معهد شمعون الصفا في الموصل، ومن ثم أكمل دراساته العليا في روما، حيث حصل على شهادة الدكتوراه في اللاهوت.

## الحياة الدينية
رُسم كاهنًا في 15 مايو 1945. انتخب أسقفًا لأبرشية عقرة الكاثوليكية (الطقس الكلداني) في 20 يونيو 1957، ورُسم أسقفًا في 6 أكتوبر 1957. انتخب أسقفًا لأبرشية كركوك الكاثوليكية (الطقس الكلداني) في 14 ديسمبر 1977 حتى تقاعده في 27 سبتمبر 2003.
خلال فترة خدمته، عمل سنا بجد على تعزيز التعليم الديني والثقافة المسيحية في العراق، وأسهم في بناء وتجديد العديد من الكنائس والمدارس الدينية. كان يُعرف بتفانيه في خدمة الكنيسة والمجتمع، خاصة خلال الفترات الصعبة التي مر بها العراق.

## الوفاة
توفي أندريه سنا في 8 مايو 2013 في عنكاوا عن عمر يناهز 92 عامًا. دُفن في كاتدرائية مار يوسف في عنكاوا، تاركًا وراءه إرثًا كبيرًا من العمل الديني والاجتماعي.

## الميراث والتقدير
يُذكر أندريه سناء كرجل دين ملتزم، حيث كان له دور فعال في نشر قيم المحبة والسلام في المجتمع العراقي. بعد وفاته، خلفه في منصب رئيس أساقفة كركوك يوسف توما. تقديرًا لجهوده وإسهاماته، تم تكريمه من قبل العديد من المؤسسات الدينية والثقافية.

## التعيينات الكنسية
- رسم كاهنًا: رُسم كاهنًا في 15 مايو 1945.
- عين أسقف عقرة ( الكلدان) العراق 20 يونيو 1957.
- عين أسقف العمادية (الكلدان ) العراق 2 مارس 1966.
- إستقال كأسقف العمادية (الكلدان ) العراق 17 نوفمبر 1967.
- رئيس أساقفة كركوك (الكلدان ) العراق 14 ديسمبر 1977.
- تقاعد كرئيس أساقفة كركوك (الكلدان ) العراق 27 سبتمبر 2003.
- رئيس أساقفة كركوك (الكلدان) الفخري، العراق إلى غاية وفاته 8 مايو 2013.

## روابط خارجية
- الموقع الرسمي للكنيسة الكلدانية الكاثوليكية